# Eduardo León
Eduardo León Villarreal (Combarbalá, 7 de abril de 1911-Santiago, 15 de noviembre de 1991) fue un abogado, académico y político chileno, ministro de Estado durante el gobierno del presidente Eduardo Frei Montalva.
Sus padres fueron Gregorio León Villarroel y Emilia Villarreal Vargas.
Realizó cursos y seminarios de derecho en el Colegio de los Sagrados Corazones de Valparaíso, jurando en el año 1940. Tiempo después haría clases de la misma disciplina en esa entidad.
Laboró como abogado de diversas confederaciones de trabajadores y fue gerente de la Cooperativa de Consumos Aconcagua entre 1942 y 1946.
En el año 1968 se integró al gabinete de Frei Montalva como ministro del Trabajo y Previsión Social, cargo en el que reemplazó a William Thayer y en el que se mantuvo hasta el final de la administración del mandatario democratacristiano.
Con anterioridad se había desempeñado como director del Trabajo de la misma cartera.
Estaba casado, en segundas nupcias, con la periodista Genoveva Castro Sauritain quien falleciera en 2006.